# Canal de Marans à La Rochelle

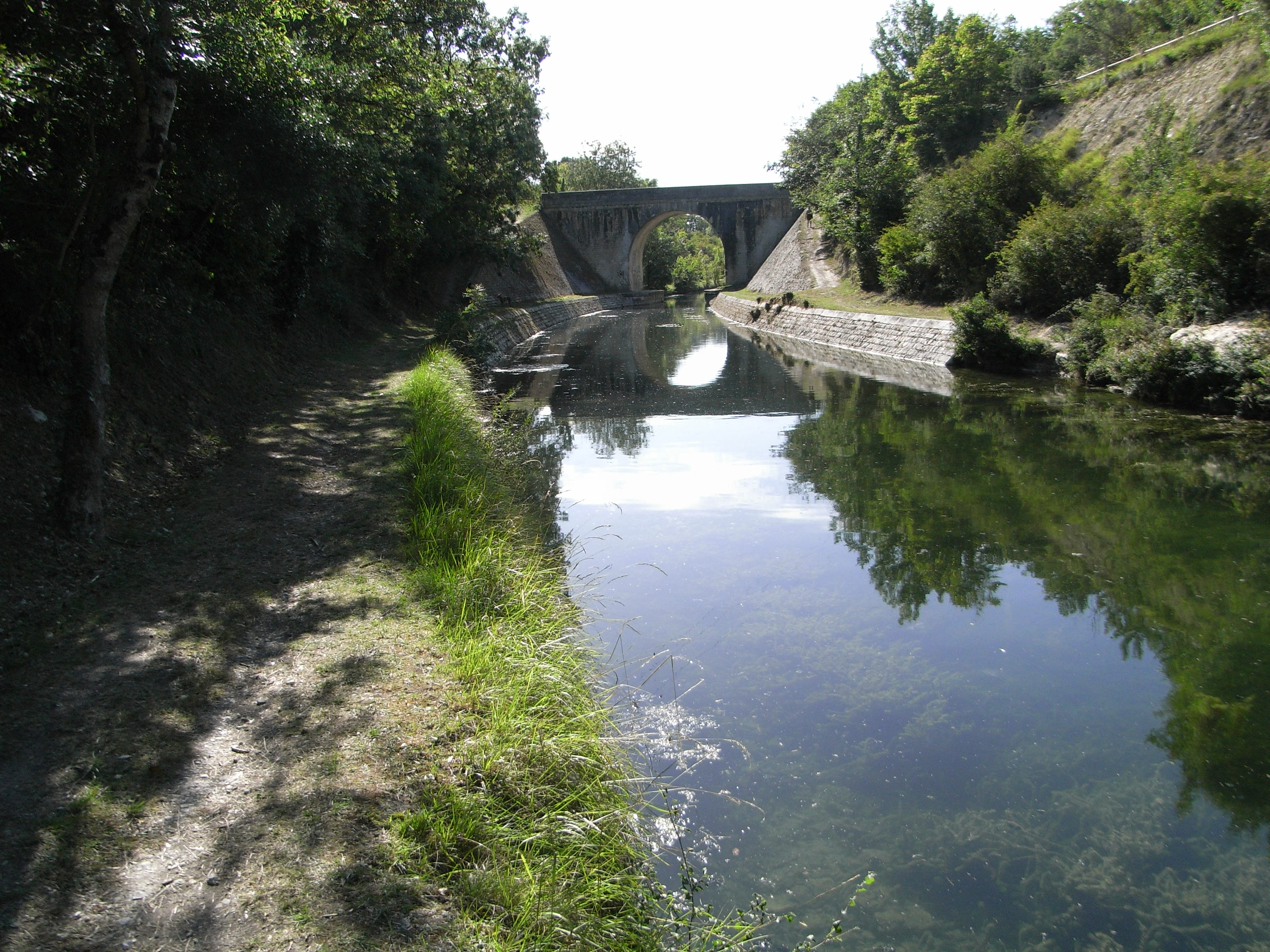
Canal de Marans à La Rochelle und Brücke Pont de Chagnolet bei Périgny

Der Canal de Marans à La Rochelle ist ein ehemaliger Schifffahrtskanal im französischen Département Charente-Maritime in der Region Nouvelle-Aquitaine. In seinem südlichen Abschnitt zwischen Dompierre-sur-Mer und La Rochelle wird er auch als Canal de Rompsay bezeichnet.

## Geschichte und Beschreibung

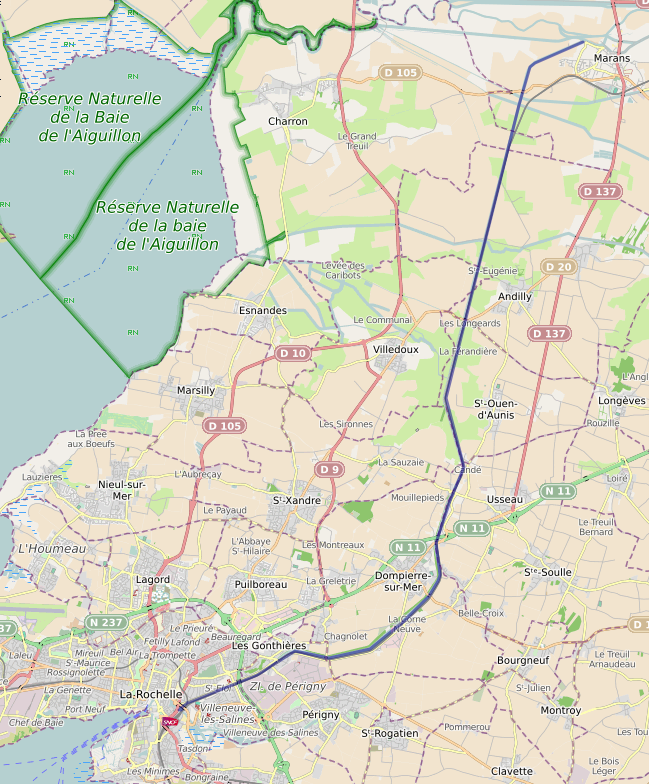
Verlauf des Kanals

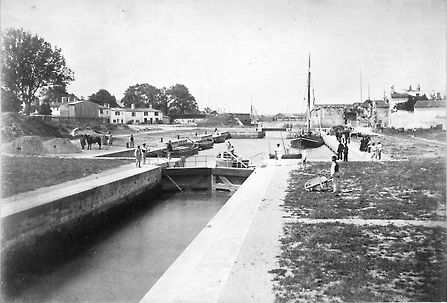
Schleuse Écluse de jonction in La Rochelle (1884)

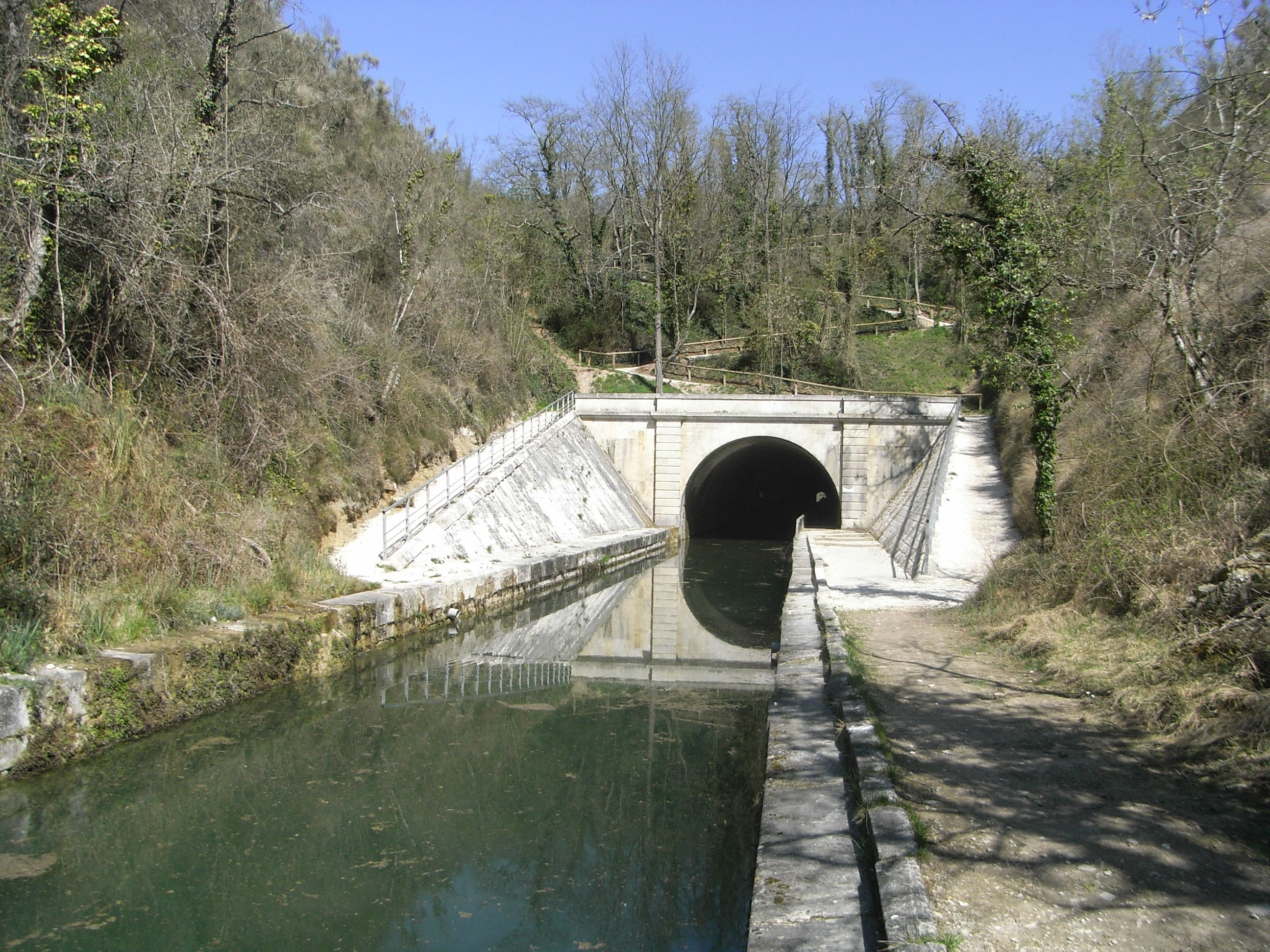
Südportal des Schiffstunnels Saint-Léonard

Mit einem Dekret vom 17. Juli 1800 (28. messidor XIII) veranlasste Napoleon Bonaparte den Bau des Kanals. Mit einer Länge von 44 Kilometern sollte er ursprünglich von Niort nach La Rochelle führen und Teil einer Nord-Süd-Verbindung von der Loire zur Gironde werden. Realisiert wurde aber nur der 24,51 Kilometer lange Abschnitt von Marans nach La Rochelle. Für die Verbindung von Niort dient die zwischen dort und Marans kanalisierte Sèvre Niortaise.
Der Kanal beginnt im Nordwesten von Marans, wo er mit einer Schleuse aus der Sèvre Niortaise abzweigt. Er verläuft zunächst weitgehend in südlicher Richtung und biegt bei Dompierre-sur-Mer nach Südwesten ab. In La Rochelle mündet er in das Rückhaltebecken Maubec mit Verbindung zum Canal Maubec.
Die Schleuse Marans ist mit 25,00 × 5,20 Meter kürzer, als das Freycinetmaß verlangt. Im Süden von Marans quert der Kanal nach rund 2,5 Kilometern auf Kanalbrücken den Canal de la Banche und den Canal de la Brume. Nordwestlich von Andilly kreuzt er mittels einer Schleuse und eines Sicherheitstors den Canal du Curé. Südlich von Dompierre-sur-Mer unterquert der Kanal den 33 Meter hohen Saint-Léonard-Hügel (Colline Saint-Léonard) im 842 Meter langen Schiffstunnel Saint-Léonard. Dieser ist 8 Meter breit und weist an seiner Ostseite einen Treidelpfad auf. Die Schleuse Rompsay entspricht mit 38,50 × 5,20 Meter dem Freycinetmaß, die Écluse de jonction wies sogar 38,50 × 7,00 Meter auf. Letztere führte in den Kanalhafen und ist wie jener nicht mehr existent, über den kurzen Canal Maubec blieb der Kanal indes mit dem Alten Hafen (Vieux Port) von La Rochelle verbunden.
Die Bauarbeiten begannen im Jahr 1806 und dauerten fast acht Jahrzehnte. Nach 1850 wurde der Bau des Tunnels vollendet, der dortige harte Kalkstein hatte die Arbeiten erschwert. Der nördliche Kanalabschnitt wurde in einer Sumpflandschaft angelegt, was den Bau zahlreicher Durchlässe erforderte. Dompierre-sur-Mer prozessierte gegen die Kanalbauer, da der Kanal zahlreiche Brunnen der Stadt austrocknen ließ. 1875 wurde der Kanal teilweise in Betrieb genommen, die Verbindung zum Seehafen von La Rochelle wurde aber erst 1888 realisiert. Bis dahin diente der dortige Kanalhafen als Schwimmbad und militärischen Übungen.
Der Kanal erfüllte nie die erwartete Bedeutung. Hatte man anfangs mit 50.000 Tonnen beförderter Güter gerechnet, transportierten die Gabarren im Jahr 1887 nur 5700 Tonnen, 1898 sogar nur noch 3200 Tonnen. Danach pendelte sich dieser Wert bei rund 3000 Tonnen pro Jahr ein. Bei einer durchschnittlichen Geschwindigkeit von 3 km/h dauerte die Fahrt etwa acht Stunden. Die Abmessungen des Kanals verhinderten die Verwendung größerer Schiffe, der Einsatz eines Dampfschiffs währte nur kurz. Der Bau der Bahnstrecke Nantes-Orléans–Saintes über La Rochelle in den 1870er Jahren beschleunigte seinen Niedergang.
Im Zweiten Weltkrieg diente der Kanal als unüberwindbare Panzersperre. Im Juli 1957 endete der kommerzielle Schiffsverkehr. Alle Drehbrücken, die den Kanal querten, wurden in den 1970er Jahren abgebaut und durch niedrige feste Brücken ersetzt.

## Orte und Gemeinden am Kanal
- Marans
- Charron[1]
- Andilly
- Villedoux
- Saint-Ouen-d’Aunis
- Sainte-Soulle
- Saint-Xandre[1]
- Dompierre-sur-Mer
- Périgny
- La Rochelle

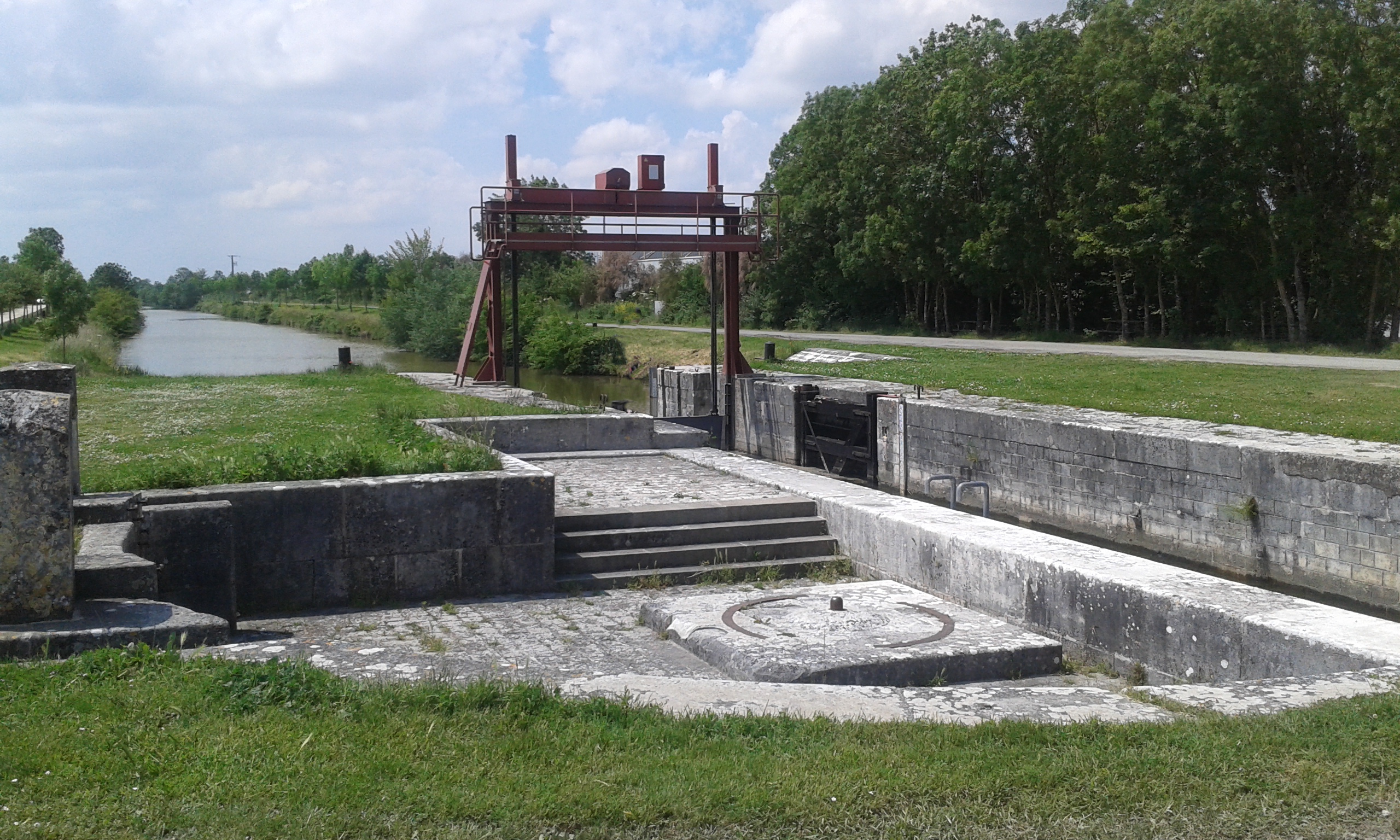
Schleuse Marans, vorn das Fundament einer ehemaligen Drehbrücke
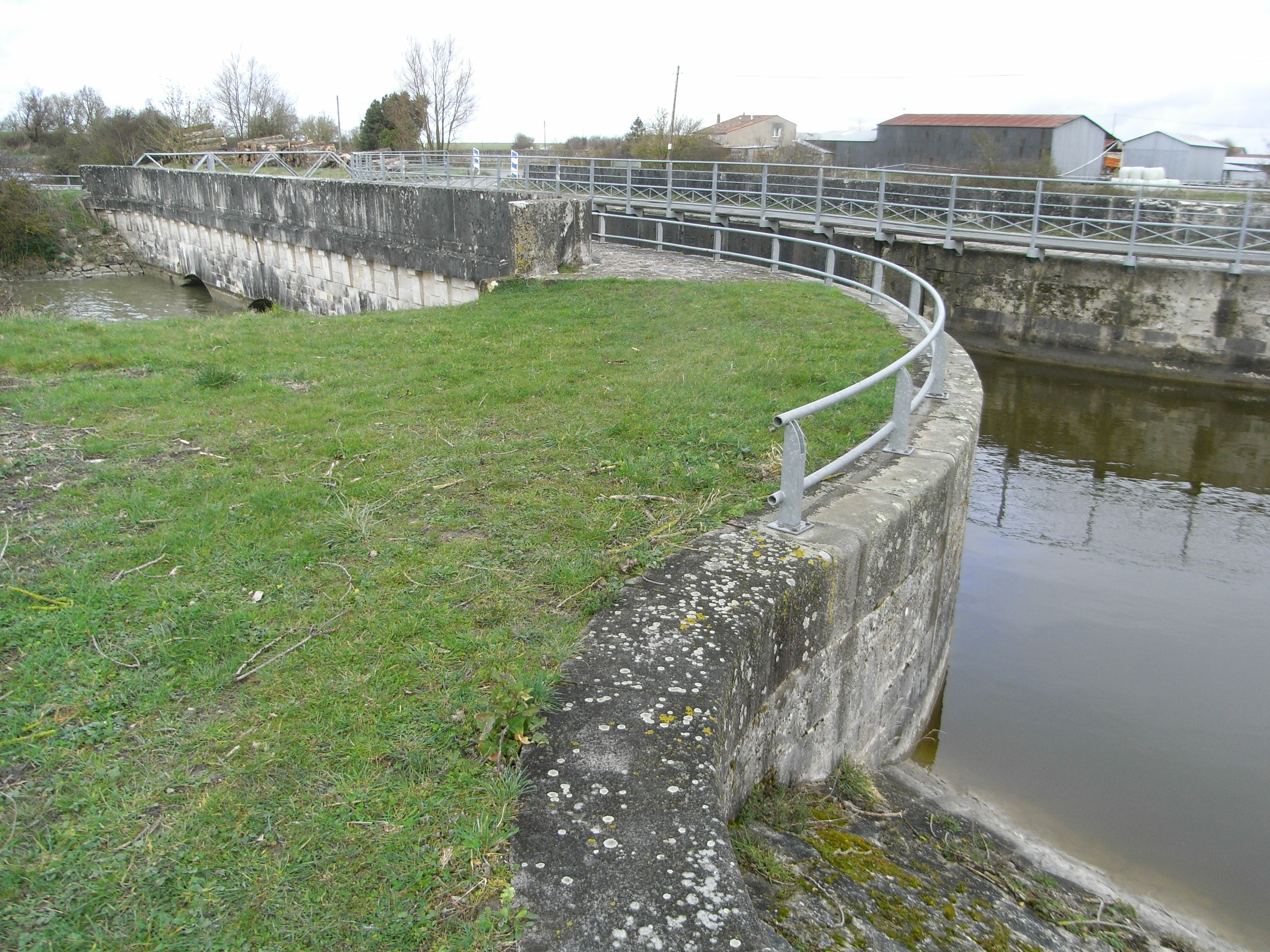
Kanalbrücke über den Canal de la Banche
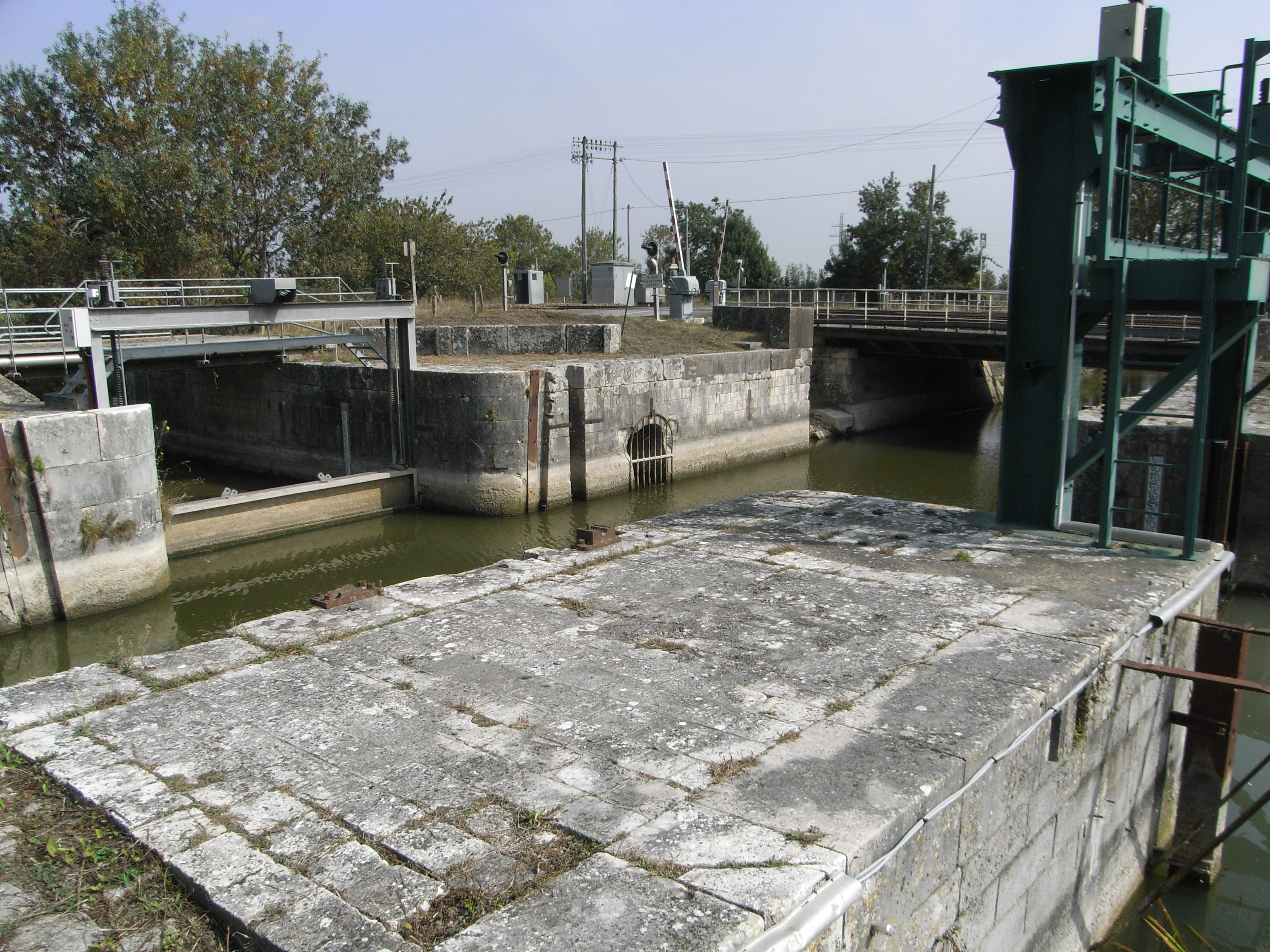
Kreuzung mit dem Canal du Curé
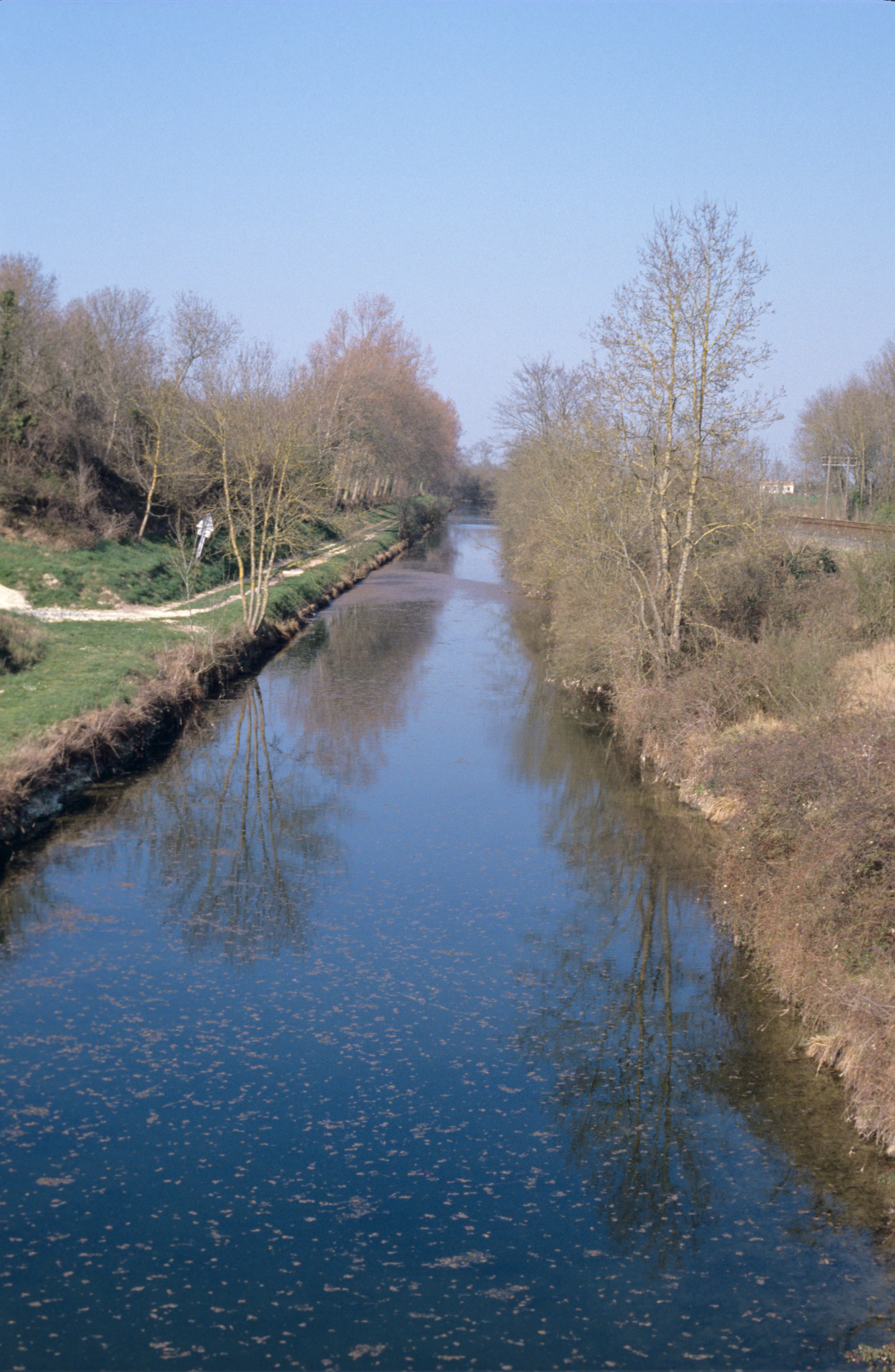
Der Kanal bei Mouillepied (1989)
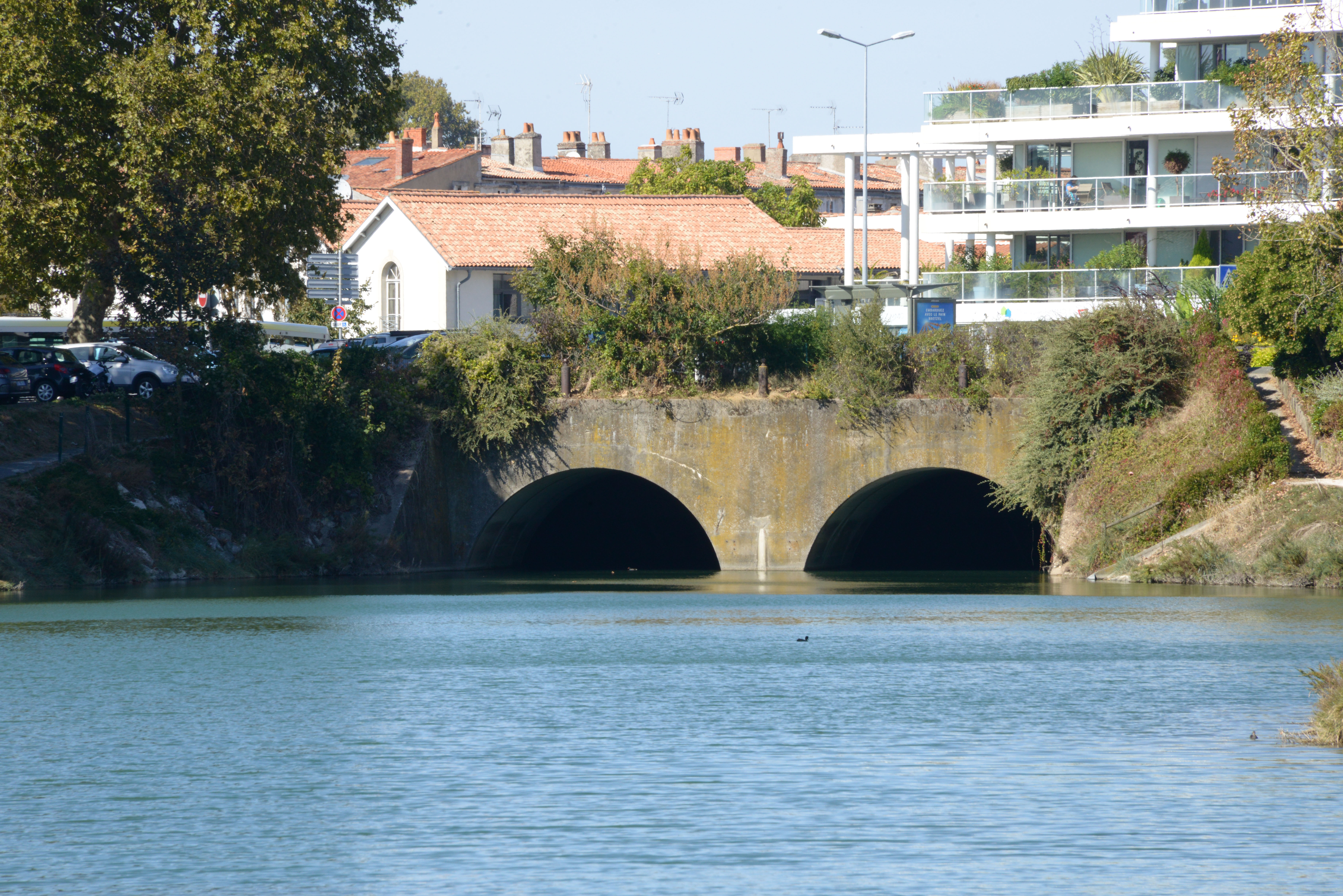
Rückhaltebecken Maubec mit dem Beginn des Canal Maubec